# Esparver americà
L'esparver americà o esparver nord-americà (Accipiter striatus) és una espècie d'ocell de la família dels accipítrids (Accipitridae). Habita selva, bosc i matoll d'Amèrica del Nord, des de l'oest d'Alaska, a través del Canadà fins a Terranova i Labrador, i cap al sud fins a l'Califòrnia, Arizona, Nou Mèxic i sud de Texas, terres altes de Mèxic i Cuba, la Hispaniola i Puerto Rico, a les Antilles. En hivern des del sud d'Alaska i sud del Canadà cap al sud fins a Amèrica Central. El seu estat de conservació es considera de risc mínim.

## Taxonomia
Segons el Handook of the Birds of the World i la quarta versió de la BirdLife International Checklist of the birds of the world (Desembre 2019), aquest tàxon inclouria també l'esparver ventreblanc, l'esparver andí i l'esparver del Chaco, que serien considerats subespècies de l'esparver americà.
Tanmateix, altres obres taxonòmiques, com la llista mundial d'ocells del Congrés Ornitològic Internacional (versió 12.2, juliol 2022), consideren que aquests quatre taxons constitueixen espècies separades.